# Женевски конвенции по морско право
Женевските конвенции по морско право са международни договори, които доразвиват подписания на 29 април 1958 г. договор по време на първата конференция на ООН по морско право състояла се в Женева, Швейцария. Тази конференция е позната с нейните инициали UNCLOS I. Участие взимат 86 държави.
В договора се утвърждават основите на международно-правни режими на териториалните води, континенталния шелф и открито море, принципите на международното корабоплаване и риболова.
Подписват се 4 конвенции и един протокол:
- Конвенция за откритото море
- Конвенция за териториалното море и прилежащата зона
- Конвенция за континенталния шелф

- Конвенция за риболова и опазването на живите морски ресурси
- Факултативен протокол за подписване относно задължителното уреждане на спорове

Първите три конвенциите са ратифицирани от България — ДВ бр.79 от 2.X.1962 г.
Конвенцията за риболова не е подписана от България. Тази конвенция събира най-малко подписи от участващите държави, но все пак влиза в сила на 20 март 1966.
Показателно за тази първа конференция е фактът, че тя не изработва една цялостна конвенция, а с цел максимален брой държави да бъдат привлечени, се изготвят различни конвенции по отделните въпроси. Неразрешен остава един от главните въпроси за широчината на териториалното море.

### Конвенция за откритото море (1958)
Женевската конвенция за откритото море от 1958 г. предвижда основния принцип за свободата на корабоплаването, риболова, прокарването на подводни кабели и тръбопроводи и въздушните полети над откритото море, като държавите се съгласяват никоя от тях да не разпростира властта си нито над него/откритото море/, нито над въздушното му пространство. 
По късно с Конвенцията от 1982 г. се въвежда още свободата на морските научни изследвания и възможността да се изграждат изкуствени острови и инсталации. Целта на морските научни изследвания са познанията за Световния океан, неговите биологични и минерални ресурси и взаимодействието му с атмосферата и космоса.
Корабите в открито море се подчиняват само на властта на държавата, чието знаме носят. За военните кораби този принцип е абсолютен, докато за търговските са допуснати някои изключения. Военноморските съдове могат да спират и извършват огледи на чуждестранни търговски кораби при подозрения за трафик на хора, превоз или търговия в открито море с наркотични и психотропни вещества, пиратство, както и за нерегламентирано радио и телевизионно разпръскване.

### Конвенция за териториалното море и крайбрежната зона
Конвенцията е подписана от 41 държави, страни по нея са общо 52. Влиза в сила на 10 септември 1964 г. Тя утвърждава:
- суверенитета на крайбрежните държави и териториалните им води, въздушното пространство над тези води и над повърхността и недрата на дъното им;
- правото и условията за мирно преминаване през териториалните води;
- наказателната и гражданската юрисдикция в териториалните води;
- правото на крайбрежната държава да осъществява контрол, необходим за недопускане нарушаване на нейните митнически, имиграционни и санитарни правила.

В конвенцията не се определя ширината на териториалните води. В международните отношения е съществувал обичай ширината на териториалното море да не превишава 12 морски мили и повечето държави по време на подписване на тази конвенция са се придържали към тези граници. Настоящата Конвенция по морско право от 1982 г. изрично урежда ширината на териториалното море. 

## Последващи действия
Втората конференция на ООН по морско право (UNCLOS II) се провежда през 1960 г. пак в Женева. На нея няма постигнат напредък и не е подписан заключителен документ.

## Прекратяване и наследяване
Третата конференция на ООН по морско право (1973-1982) изработва нова, цялостна конвенция, която влиза в сила през 1994 г. Новата конвенция прекратява правната сила на Женевските конвенции (чл. 311):
1. Тази конвенция има преимуществена сила в отношенията между държави-страни, пред Женевските конвенции по морско право от 29 април 1958 г.